# Anders Plomgren

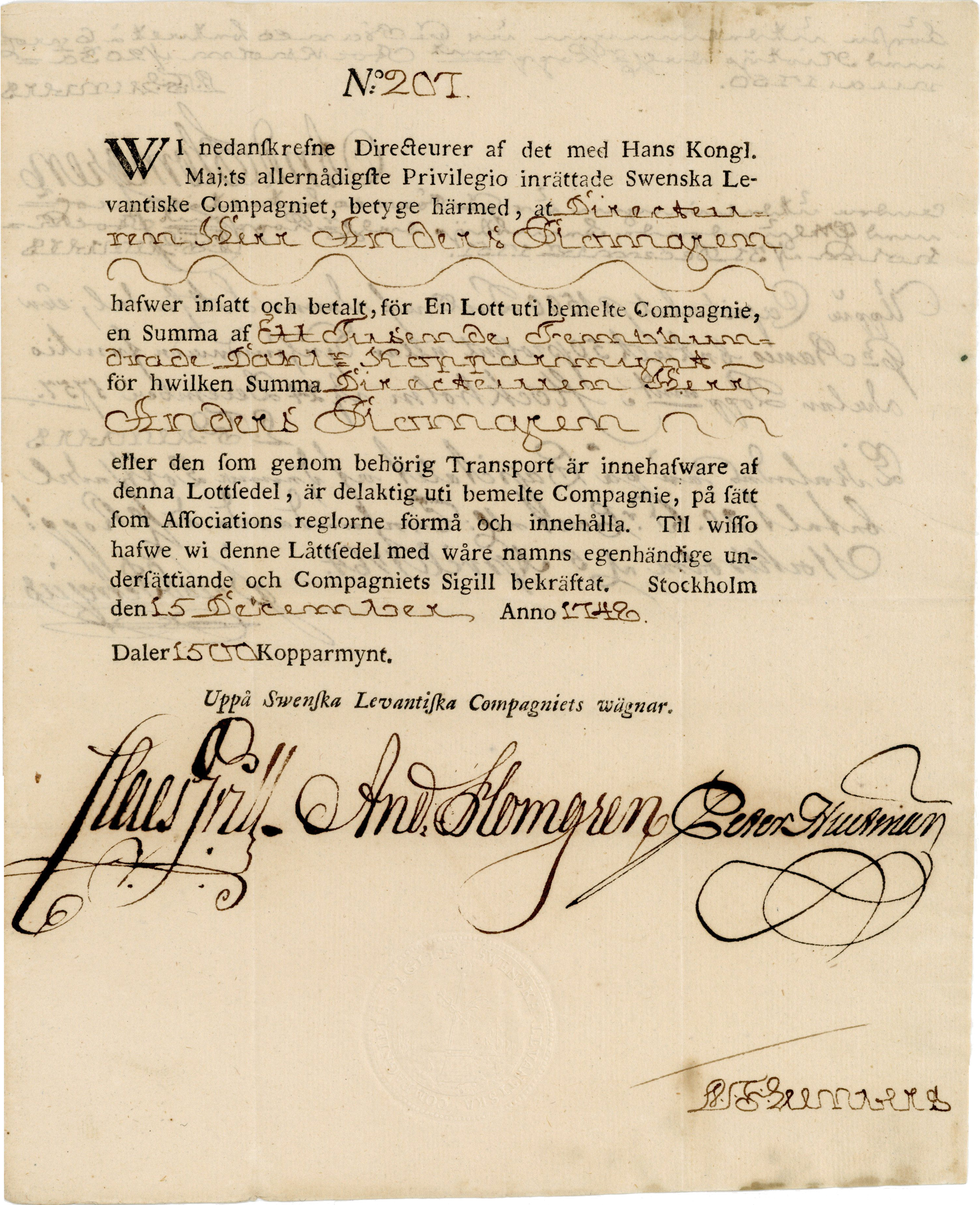
Aktiebrev i Svenska Levantiska Compagniet för 1500 daler kopparmynt, utfärdat den 15 december 1748, utställt i Stockholm till bolagets grundare Anders Plomgren och undertecknat i original av honom som direktör

Anders Plomgren, född den 11 februari 1700 i Stockholm, död den 2 juni 1766, var en svensk affärsman.

## Biografi
Anders Plomgren var gift med Margaretha Biörckman och far till Carl Anders Plommenfelt. Anders Plomgrens far, även han med namnet Anders Plomgren, var linkrämare i Stockholm.
Efter att ha haft anställning på köpmanskontor i Göteborg ingick han kompanjonskap med sin yngre bror Thomas för idkande av grosshandel och inrättade med honom den första direkta handelsförbindelsen mellan Stockholm, Marseille och Ceuta. År 1739 utarbetade han tillsammans med några andra planen för sjöassekuranskompaniet i Stockholm, i vilket han till 1750 var en av direktörerna.
Han var även ledamot i kommittén för utarbetande av den assekurans- och haveristadga, som vann kunglig stadfästelse. År 1745 invaldes Plomgren till ledamot i Levantiska och året därpå i Ostindiska kompaniet, blev 1747 fullmäktig i Generaltullarrendesocieteten, föreslog 1748 den sedermera antagna växelstadgan och fick 1753 kommerseråds titel. 1760 uppsade han sitt burskap på grosshandel.